# Зыков, Иннокентий Сергеевич
Иннокентий Сергеевич Зыков (родился 25 мая 1981 года в Красноярске) — российский регбист. Ранее борец вольного стиля, призер чемпионата России-2007 года. Самый возрастной игрок в истории команды «Енисей-СТМ», который выходил на поле (43 года и 1 день).

## Биография

### Клубная карьера
В детстве занимался хоккеем, с 13 лет перешел в вольную борьбу, где наивысшее достижение - бронза чемпионата России-2007, участник международных турниров, выступал на Кубке мира, но отбор на Олимпийские игры не прошёл.
С 2008 года начал заниматься регби. Перейти в регби его убедил тренер Александр Первухин. Первый сезон провел в команде «Металлург» из Новокузнецка. С 2009 года выступает в команде Енисей-СТМ. Чемпион России 2011, 2012, 2014 и 2016 годов, победитель Кубка России 2014 и 2016 годов, обладатель Суперкубка России 2014 и 2015 годов.

### Карьера в сборной
В сборной России — с 2012 года. Дебютировал 11 февраля в матче против сборной Португалии в Лиссабоне выйдя на замену. Всего, с 2012 по 2017 год, провёл в составе сборной России 38 игр, занёс одну попытку канадцам.

### Личная жизнь
Жена Юлия, по образованию врач, в настоящее время домохозяйка. Дочь Эмилия.

## Достижения
- Регби:
  -  Чемпион России — 9 раз (2011, 2012, 2014, 2016, 2017, 2018, 2019, 2020/2021, 2021/2022)
  -  Обладатель Кубка России — 5 раз (2014, 2016, 2017, 2020, 2021)
  -  Обладатель Суперкубка России — 3 раза (2014, 2015, 2017)
  -  Обладатель Кубка Николаева — 3 раза (2016, 2018, 2022)
  -  Обладатель европейского Континентального Щита — 2 раза (2016/17, 2017/18)
- Вольная борьба:
  - Чемпионат России по вольной борьбе 2007 года (Москва) —